# Mitterberg (Mitterberg-Sankt Martin)
Mitterberg è una frazione di 1 150 abitanti del comune austriaco di Mitterberg-Sankt Martin, nel distretto di Liezen (subdistretto di Gröbming), in Stiria. Già comune autonomo, il 1º gennaio 2015 è stato fuso con l'altro comune soppresso di Sankt Martin am Grimming per costituire il nuovo comune, del quale Mitterberg è il capoluogo.